# Foot Ball Club Brescia 1919-1920
Questa pagina raccoglie i dati riguardanti il Foot Ball Club Brescia nelle competizioni ufficiali della stagione 1919-1920.

## Stagione
La squadra bresciana ha ripreso l'attività sportiva disputando il campionato di Prima Categoria organizzato dal Comitato Regionale Lombardo per le sole eliminatorie regionali.

Il Brescia si piazzò secondo in un girone a sei, qualificandosi per la semifinale.

Nel girone di semifinale a sei, vinto dalla Juventus, il Brescia si piazza quinto venendo eliminato.

## Organigramma societario
Area direttiva
- Presidente: Franco Apollonio

Area tecnica
- Commissione tecnica: composta da Guido Mori e Vittorio Castelli.

## Rosa
| N. |                   | Ruolo | Calciatore          |
| -- | ----------------- | ----- | ------------------- |
|    | Italia (bandiera) | P     | Giuseppe Trivellini |
|    | Italia (bandiera) | D     | Angelo Ballini      |
|    | Italia (bandiera) | D     | Carlo Bersani       |
|    | Italia (bandiera) | D     | Alessandro Bollani  |
|    | Italia (bandiera) | D     | Luigi Vielmi III    |
|    | Italia (bandiera) | D     | Battista Pisa       |
|    | Italia (bandiera) | C     | Pierino Bissolotti  |
|    | Italia (bandiera) | C     | Alberto Bruciamonti |

| N. |                   | Ruolo | Calciatore         |
| -- | ----------------- | ----- | ------------------ |
|    | Italia (bandiera) | C     | Carraro            |
|    | Italia (bandiera) | C     | Alberto Ceresoli   |
|    | Italia (bandiera) | C     | Enrico Dall'Era    |
|    | Italia (bandiera) | C     | Luigi Ferrari      |
|    | Italia (bandiera) | A     | Giovanni Borghetti |
|    | Italia (bandiera) | A     | Comoglio           |
|    | Italia (bandiera) | A     | Giuseppe Lunghi    |
|    | Italia (bandiera) | C     | Carlo Ratti        |

## Risultati

### Campionato di Prima Categoria

#### Lombardia A

##### Girone di andata
| Arbitro: | Cattaneo (Milano) |

|            |           |  |
| Lunghi 66’ | Marcatori |  |

| Arbitro: | Cattaneo (Milano) |

|              |           |          |
| Comoglio 65’ | Marcatori | 12’ Asti |

| Arbitro: | Franziosi (Milano) |

|                                |           |  |
| Paltenghi 35’ (rig.) Cerri 80’ | Marcatori |  |

| Arbitro: | Quirci (Milano) |

|                                               |           |  |
| Comoglio 34’ Ferrari 44’ Lunghi 72’ Ratti 72’ | Marcatori |  |

| Arbitro: | Bellandi (Milano) |

|                        |           |                              |
| Marenzi 23’ Quadri 50’ | Marcatori | 13’, 30’ Lunghi 35’ Comoglio |

##### Girone di ritorno
| Arbitro: | Mauro (Milano) |

|                                |           |                                     |
| Bollani 27’ (aut.) Defendi 43’ | Marcatori | 5’, 8’ Lunghi 7’ Ferrari 77’ Lunghi |

| Arbitro: | Cavazzana (Milano) |

|                                                     |           |  |
| Cevenini 15’ Aebi 36’, 65’ Agradi 43’, 46’ Asti 88’ | Marcatori |  |

| Arbitro: | A.Gama (Milano) |

|                                                    |           |  |
| Lunghi 13’ (rig.) Pisa 16’ Vielmi 41’ Comoglio 44’ | Marcatori |  |

| Arbitro: | Bellandi (Milano) |

|  |           |              |
|  | Marcatori | 25’ Comoglio |

| Arbitro: | Cavazzana (Milano) |

|                             |           |                                 |
| Lunghi 5’, 63’ Comoglio 20’ | Marcatori | 40’, 85’ Quadri 45’ De Agostini |

#### Semifinale B

##### Girone di andata
| Arbitro: | Cavazzana (Milano) |

|                                              |           |  |
| Pedrazzi 3’ Forlivesi 44’, 74’ Marsciani 70’ | Marcatori |  |

| Arbitro: | Pedroni (Milano) |

|            |           |                         |
| Lunghi 51’ | Marcatori | 12’ Busini 68’ Monti II |

| Brescia 8 febbraio 1920 3ª giornata | Brescia           | 0 – 0 | Juventus | Campo di Via Cesare Lombroso\| Arbitro: \| Cattaneo (Milano) \| |
| Arbitro:                            | Cattaneo (Milano) |       |          |                                                                 |

| Arbitro: | Moda (Milano) |

|  |           |             |
|  | Marcatori | 65’ Carrano |

| Brescia 29 febbraio 1920 5ª giornata | Brescia             | 0 – 0 | Casale | Campo di Via Cesare Lombroso\| Arbitro: \| Bertazzoni (Modena) \| |
| Arbitro:                             | Bertazzoni (Modena) |       |        |                                                                   |

##### Girone di ritorno
| Arbitro: | Resegotti (Milano) |

|                         |           |               |
| Ferrari 64’ Carrano 79’ | Marcatori | 16’ Forlivesi |

| Arbitro: | Barbon (Venezia) |

|  |           |            |
|  | Marcatori | 21’ Clivio |

| Arbitro: | Olivari (Genova) |

|                                 |           |  |
| Migliavacca 1’, 61’ Ravetti 49’ | Marcatori |  |

| Arbitro: | Cavazzana (Milano) |

|                     |           |  |
| Zambotto 60’ (rig.) | Marcatori |  |

| Torino 25 aprile 1920 10ª giornata | Juventus | 2 – 0 A tav. | Brescia | Stadio di Corso Marsiglia |

## Statistiche

### Statistiche dei giocatori
| Giocatore      | Prima Categoria | Prima Categoria |
| Giocatore      | Presenze        | Reti            |
| -------------- | --------------- | --------------- |
| A. Ballini     | 11              | 0               |
| A. Ceresoli    | 8               | 0               |
| C. Bersani     | 1               | 0               |
| A. Bollani     | 19              | 0               |
| P. Bissolotti  | 4               | 0               |
| A. Bruciamonti | 16              | 0               |
| B. Pisa        | 18              | 1               |
| Carrano        | 17              | 2               |
| E. Dall'Era    | 4               | 0               |
| L. Ferrari     | 17              | 3               |
| G. Borghetti   | 2               | 0               |
| C. Ratti       | 19              | 1               |
| G. Trivellini  | 19              | -28             |
| Comoglio       | 16              | 6               |
| L. Vielmi III  | 19              | 1               |
| G. Lunghi      | 19              | 11              |